# Ralf Seeger
Ralf Seeger (* 20. November 1962 in Wesel) ist ein deutscher Kampfsportler, Schauspieler und Tierschützer.

## Leben
Seeger interessierte sich früh für Kampfsport, er begann im Alter von acht Jahren mit Boxen und Ringen. Er kam anschließend über Gewichtheben, Judo und Thai-Boxen zu Mixed Martial Arts und war teilweise auch als Pro-Wrestler bei der German Wrestling Federation in Berlin aktiv. Beruflich ist er als Sicherheitsunternehmer tätig.
Seinen Bekanntheitsgrad versucht Seeger durch kleinere Gastauftritte in deutschsprachigen Produktionen auszubauen. Seine Medienpräsenz und die damit verbundene Bekanntheit nutzte er schließlich, um sich für den Tierschutz zu engagieren. Aus diesem Anlass gründete er unter anderem im November 2011 mit Freunden den Verein „Helden für Tiere e. V. – Tierhilfe International“. Innerhalb des VOX-Formats Hundkatzemaus hat er seine eigene Dokuserie Harte Hunde – Ralf Seeger greift ein und Harte Hunde – Tierretter in Rumänien platzieren können.

## Leistungen
- GFVA World Champion in Free fight
- GFVA European Champion in Free fight
- FNC Intercontinental Champion in Vale Tudo
- WFCA Vize World Champion in Thai-Boxen
- GWF Heavyweight Champion[2]

## Fernseh-, Serien- und Filmauftritte
- Die Mädchen-Gang
- Hundkatzemaus
- Menschen hautnah
- Schäme Dich!
- Alarm für Cobra 11 – Die Autobahnpolizei
- K11 – Kommissare im Einsatz
- Einsatz für Ellrich
- Lenßen & Partner
- Lindenstraße
- Niedrig und Kuhnt – Kommissare ermitteln
- Verdachtsfälle
- Noch ein Wort und ich heirate Dich (2007)
- Verklag mich doch!
- Harte Hunde (VOX, seit 2017)